# Xylotrechus consocius
Xylotrechus consocius là một loài bọ cánh cứng trong họ Cerambycidae.